# Железнодорожная линия Абакан — Тайшет
Не следует путать с Дорогой Мужества — железнодорожной линией Старый Оскол — Сараевка.
Железная дорога Абакан — Тайшет «Трасса мужества» — железная дорога, строившаяся в 1958—1965 годах на территории Красноярского края, Хакасской автономной и Иркутской областей как продолжение железной дороги Новокузнецк — Абакан (участок Южсиба), построенной в 1949—1950 годах. Километраж начинается от станции Новокузнецк и заканчивается на станции Тайшет.
Строительство дороги Абакан — Тайшет на XII съезде ВЛКСМ в 1954 году было объявлено ударной комсомольской стройкой. На строительство железной дороги прибыло около 35 тысяч комсомольцев-добровольцев с комсомольскими путёвками и молодёжь со всего Советского Союза.

## Маршрут
Длина участка, собственно «Трассы мужества» Абакан — Тайшет 647 км, а всей дороги Новокузнецк — Тайшет 1034 км. От Абакана до станции Курагино дорога идёт в восточном направлении, в Минусинской котловине, по лесостепной местности. От станции Курагино до станции Саянская дорога идёт на северо-восток, проходя через Восточный Саян. После станции Саянская дорога вновь поворачивает на восток и на протяжении 250 километров идёт параллельно Транссибирской магистрали, южнее её, до Тайшета, где и заканчивается. Железнодорожная линия пересекает реки Абакан, Енисей, Туба, Мана, Кан и Бирюса.

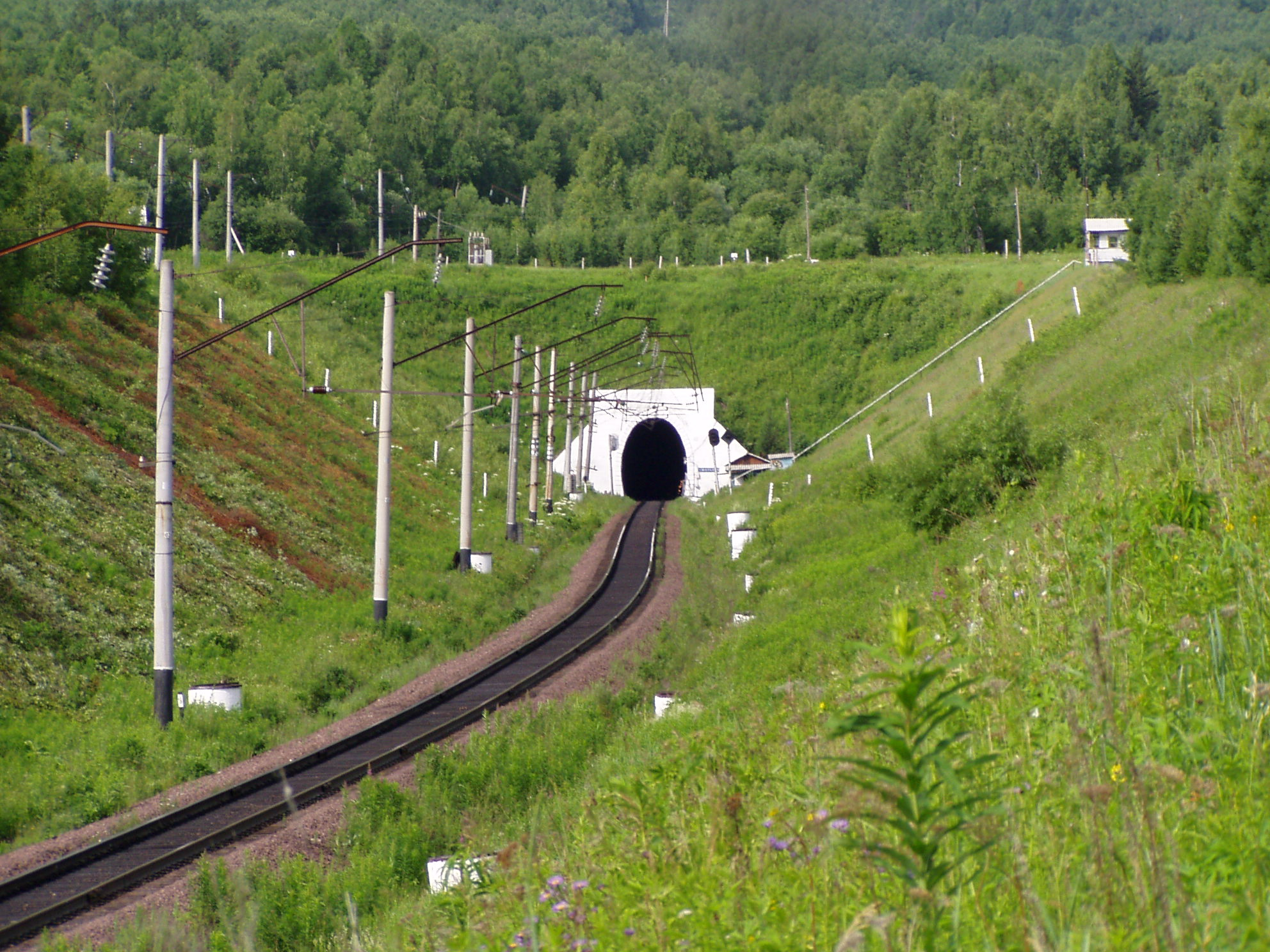
Портал первой нитки Манского тоннеля (2004 год)

Центральный участок «Трассы мужества» проходит через Восточный Саян. Наивысшая точка пути: станция Щетинкино, около 800 метров над уровнем моря, самая высокая станция Красноярской железной дороги. На подходе к ней со стороны Абакана (перегон Джебь — Щетинкино) дорога с уклоном в 16-18 тысячных поднимается в горы, два раза поворачивая на 180 градусов и проходя через три тоннеля (2-й Джебский, 3-й Джебский и Козинский), а также по Козинскому виадуку высотой 65 метров (по другим данным 78 м), находящемуся между 2-м и 3-м Джебским тоннелями. На этом участке используются электровозы-толкачи, базирующиеся на станции Кошурниково. Всего на трассе дороги пробито девять тоннелей. Самый короткий из них, Кизирский (89 метров; 530-й км), самые длинные: Манский (2487 метров; 729-й км) и Крольский (2250 метров; 634-й км), причём Манский, на момент постройки, был самым протяжённым в Азии.
Дорога была электрифицирована сразу во время строительства напряжением 25 кВ переменного тока. Линия однопутная с двухпутными вставками. Предполагается сделать линию полностью двухпутной. При строительстве планировали сделать это сразу, но сжатые сроки сдачи не позволили воплотить эти планы. Для вторых путей были оставлены места, в частности, на Козинском виадуке, этот участок в 2020 году был расширен до 2-х путей. Впервые с проблемами исчерпания пропускной способности линии пришлось столкнуться уже через 15 лет после сдачи дороги в эксплуатацию, в конце 1970-х — начале 1980-х годов. Началось строительство вторых путей.

### Двухпутные участки
- Минусинск (406 км) — пост 485 км (59 км);
- Курагино (491 км) — Красный Кордон (522 км) (31 км);
- Кизир (536 км) — Журавлево (544 км) (8 км);
- Пост 570 км — Джебь (592 км) (22 км);
- Сисим (616 км) — восточный портал Крольского тоннеля (634 км) (18 км);
- Крол (642 км) — Мана (682 км) (40 км);
- Манский тоннель (западный портал) (729 км) — Ирбейская (832 км) (103 км);
- Абакумовка (894 км) — Ельник (914 км) (20 км);
- Тагул (1023 км) — Тайшет (1034 км) (11 км).

Ведётся строительство вторых путей на перегонах: Мана — Хабайдак и далее вплоть до Манского тоннеля. Строятся вторые нитки виадуков: на перегоне Журавлёво — разъезд 557 км и Джетка — Крол.

### Ответвления
- на Большую Ирбу (от станции Ирба, 14 км)
- на Канзыбу (посёлок Краснокаменск, от разъезда 557 км, 12 км)
- на станцию Уяр (от станции Саянская, 56 км)
- строящаяся железнодорожная линия Курагино — Кызыл

Все ответвления однопутные, электрифицированные. На линии на Большую Ирбу ранее существовало пригородное движение, на линии Уяр — Саянская пассажирское движение существует в настоящее время.

## Строительство
Идея строительства железной дороги через Саяны появилась ещё в середине XIX века. Но изучение характера местности неоднократно вынуждало отказываться от строительства дороги. Эксперты признавали невозможность её строительства из-за сложного рельефа, больших перепадов высот.
Проектирование дороги возобновилось только в 1935 году. Было предложено пять вариантов трассировки линии, из которых наиболее целесообразными были линии с выходом на Нижнеудинск и Тайшет. Удобство выхода трассы к Нижнеудинску признавал А. М. Кошурников. Окончательно выбран был второй вариант, благодаря которому станция Тайшет стала крупным железнодорожным узлом, где ныне заканчивается Южсиб и начинается Байкало-Амурская магистраль.
Работы по проектированию активизировались с началом Великой Отечественной войны. К тому времени в горах геологами были обнаружены два крупных месторождения железной руды, необходимой металлургическим предприятиям Кузбасса. Изыскания вели специалисты институтов Сибгипротранс и Томгипротранс. Главным инженером проекта был назначен Александр Кошурников, уже имевший опыт в проектировании железных дорог. 5 октября 1942 года экспедиция в составе инженера Алексея Журавлёва и техника Константина Стофато под руководством Кошурникова отправилась по маршруту Нижнеудинск — Абакан, большей частью пролегающему вдоль реки Казыр. Кошурников вёл дневник, в котором отмечал удобство трассировки линии вдоль Казыра. Однако экспедиция окончилась неудачно — её участники трагически погибли. Их фамилиями названы три станции.
Годы спустя изыскания были продолжены учеником Кошурникова Евгением Алексеевым. В этот раз обошлось без жертв. А уже в процессе строительства дороги, в 1962 году, экспедиция Кошурникова, Стофато и Журавлёва была символично завершена четырьмя сотрудниками института Сибгипротранс.
В 1959 году проект был утверждён. Вскоре началось строительство. Каждый год сдавалось по 100 километров пути. Строителями было построено 725 искусственных сооружений, выполнено 37 миллионов кубометров земельных и 11 миллионов кубометров скальных работ. Чтобы перевезти это количество земли и камня, потребовался бы 1 миллион 314 тысяч железнодорожных вагонов.

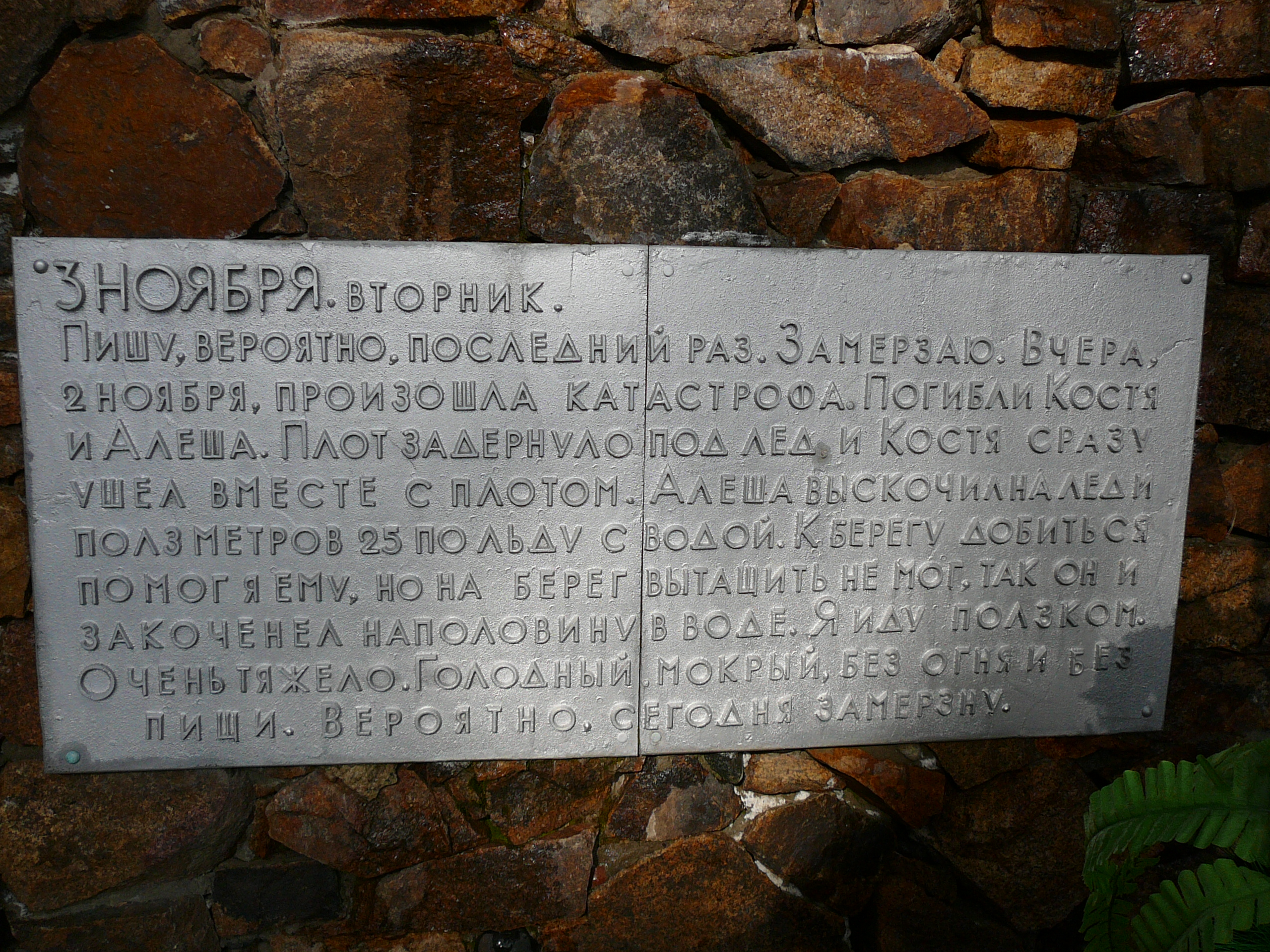
Текст письма, которое было найдено возле замёрзшего тела А. М. Кошурникова (в тексте упоминаются инженер Алексей Журавлёв и техник Константин Стофато в честь которых также названы две станции Журавлёво и Стофато)[http://www.rzd-expo.ru/history/Abakan-Taishet/

Завершено строительство было 24 января 1965 года. 29 января 1965 года по только что построенной магистрали из Абакана в Тайшет прошёл первый пробный поезд. 4 декабря из Тайшета и Абакана одновременно отправились навстречу поезда «Ангара» и «Енисей». Они встретились на станции Саянская, где состоялся большой праздник по случаю завершения строительства трассы. 9 декабря железная дорога Абакан — Тайшет была принята государственной комиссией в постоянную эксплуатацию.
Это была первая дорога в СССР, электрифицированная сразу во время строительства, а также оборудованная всеми новейшими средствами автоматизации управления движением.
Сегодня эта магистраль играет в жизни Восточной и Западной Сибири важную роль. По ней перевозят лес, уголь, существует пассажирское движение. Абаканское отделение Красноярской железной дороги всегда было своеобразным полигоном Министерства путей сообщения СССР. Здесь проходили испытания электровозы ВЛ85, а также начали водить состыкованные поезда в 140—150 вагонов. Здесь же появилась система диспетчерской централизации.

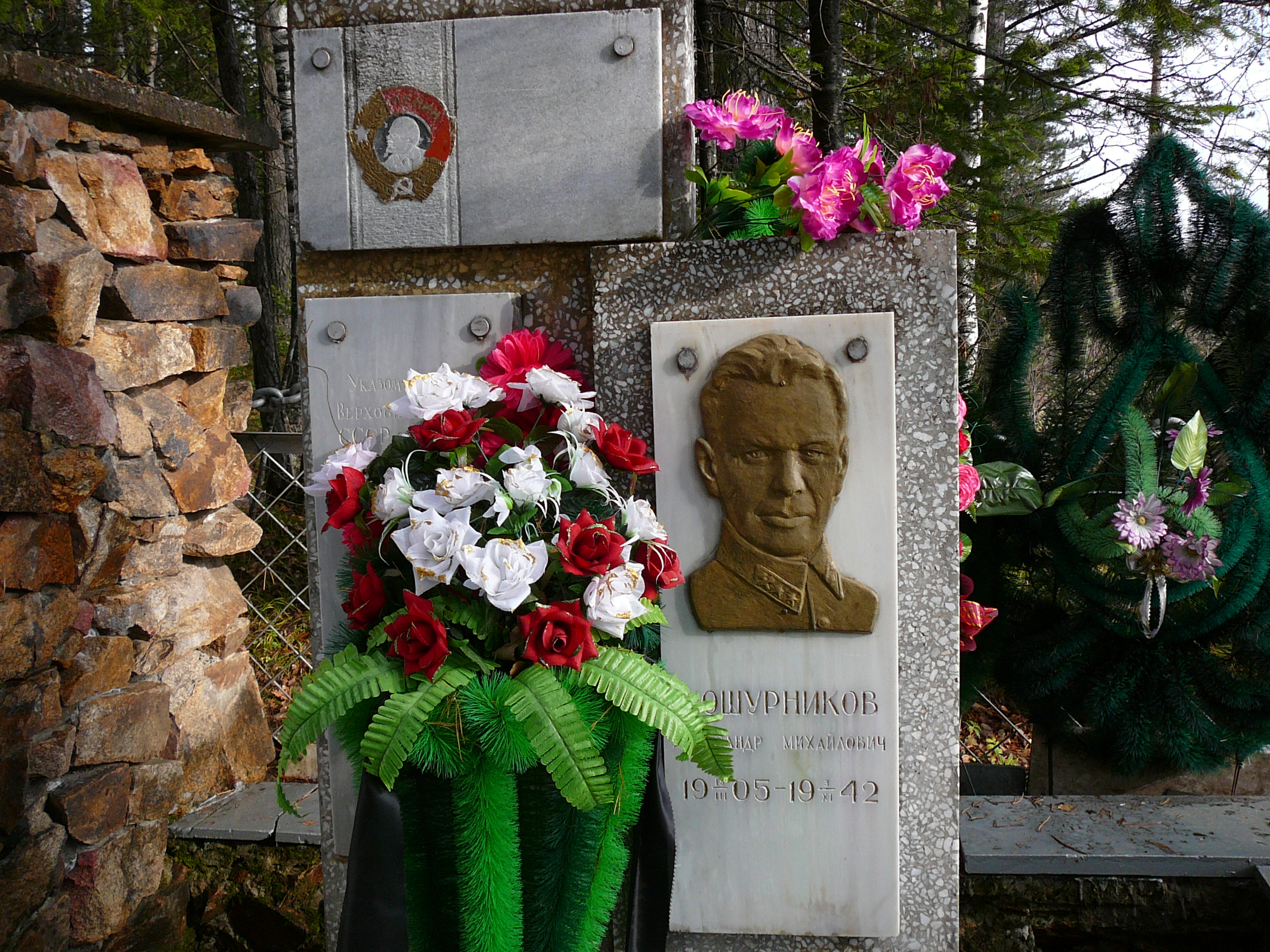
Место смерти и захоронения А. М. Кошурникова на берегу реки Казыр

На станции Кошурниково с 1964 года работает музей трассы Абакан — Тайшет. На месте гибели Александра Кошурникова на берегу Казыра установлен обелиск.

## Строительство параллельных тоннелей и виадуков
В настоящее время в рамках повышения пропускной способности магистрали ведётся строительство параллельных тоннелей рядом с уже существующими. В частности, в конце 2006 года была сдана в эксплуатацию вторая нитка 2-го Джебского тоннеля, в ноябре 2011 года сдана в эксплуатацию вторая нитка Крольского тоннеля. В августе 2014 года открыта вторая нитка Манского тоннеля. По 2-му Джебскому тоннелю движение переведено на новую нитку, старую предполагается реконструировать. То же самое вскоре должно произойти с Крольским тоннелем, а также с Манским.
Помимо этого ведётся строительство параллельных виадуков через реки Каспу и Крол.

## В искусстве
- Художественный фильм «Таёжный десант» (1965 год).
- Трасса «Абакан — Тайшет» была воспета Юрием Визбором в 1962 году:

От Тайшета к Абакану
Не кончаются туманы,
По туманам до Тайшета
Тянем мы дорогу эту.

- В 2013 году Ковалев Максим - сотрудник ВЧДЭ-8 Абакан Красноярской дирекции инфраструктуры, филиала Красноярской железной дороги, опубликованы стихи, посвящённые «Трассе мужества»:

Вдоль Казыра, сквозь этих Саянских высот,
Прорубая тайгу, погибали
Те герои, что годы искали маршрут,
С Абакана в Тайшетские дали.
— stihi.ru/2013/06/05/1553
- Советский писатель В. В. Орлов в романе «После дождичка в четверг» (1968 год) описывает строительство железной дороги, при этом упоминаются Абакан, Кошурниково, Шушенское, и действие происходит на реке Сейбе.
- Документальная повесть Чивилихина В. А. «Серебряные рельсы» об экспедиции Александра Кошурникова в Восточные Саяны в целях изыскания маршрута железной дороги Абакан — Нижнеудинск.

## Пассажирское движение
- Поезд Красноярск — Абакан № 124 скорый / Абакан — Красноярск № 123 скорый ходят ежедневно.
- Поезд Красноярск — Абакан № 548 пассажирский / Абакан — Красноярск № 547 пассажирский — до 2010 года ходил ежедневно. В настоящее время, назначается 1 раз в году 30 декабря.
- Поезд Иркутск — Абакан № 138 скорый / Абакан — Иркутск № 137 скорый, с прицепным вагоном "Иркутск - Барнаул" ходят через день с декабря 2024 года.
- Поезд Барнаул - Северобайкальск № 348 скорый / Северобайкальск - Барнаул № 347 пассажирский, с прицепными вагономи "Новосибирск - Усть-Илимск" ходят через день.
- Электропоезд Абакан — Кошурниково, 1 пара в сутки ежедневно.
- Электропоезд Красноярск — Мана, 1 пара в сутки по выходным.
- Электропоезд Саранчет - Тайшет, 2 пары в сутки по понедельникам и пятницам.

С 2003 по 2010 годы также ходил электропоезд-экспресс с сообщением Красноярск — Абакан, следовавший в дневное время, в пути 9,5 часов.